# Iommi
Iommi é o primeiro álbum solo de Tony Iommi, famoso por ser o guitarrista do Black Sabbath. O álbum é bastante influenciado pelo heavy metal e traz uma lista de músicos convidados, entre eles:
- Henry Rollins do Black Flag e da Rollins Band.
- Deborah Dyer e Martin Kent do Skunk Anansie
- Brian May do Queen
- Dave Grohl do Nirvana e do Foo Fighters
- Phil Anselmo do Pantera e do Down
- Serj Tankian do System of a Down
- Billy Corgan do Smashing Pumpkins
- Ian Astbury do The Cult
- Peter Steele do Type O Negative
- Billy Idol
- Ben Shepherd do Soundgarden
- Matt Cameron do Pearl Jam e também do Soundgarden
- e também Ozzy Osbourne, Laurence Cottle e Bill Ward, antigos colegas de banda.

## História
Esse álbum levou quase cinco anos para ser finalizado, e todas as músicas foram escritas por Tony Iommi, e produzidas por Bob Marlette. De acordo com o próprio Tony Iommi, ele e Phil Anselmo gravaram juntos três faixas, mas apenas uma acabou sendo colocada no álbum.
O álbum atingiu o número 129 nas paradas, e a faixa "Goodbye Lament" conseguiu se tornar o único single do álbum, ficando em 10º posição no Hot Mainstream Rock Tracks.

## Membros da banda Black Sabbath e antigos membros neste álbum
Por ser fundador e líder do Black Sabbath, e também o único músico a estar na banda do começo ao fim, sem nenhuma pausa (1968 - 2017), Tony Iommi continua sendo um amigo próximo de muitas pessoas que participaram da história da banda. Dois dos músicos convidados deste álbum vieram do Black Sabbath, e são eles:
- Ozzy Osbourne - Vocalista (1968 - 1979, 1985, 1997 - 2017)
- Bill Ward - Baterista (1968 - 1980, 1982 - 1983, 1985, 1994, 1997 - 2012)

Ambos participantes aparecem na faixa nove. O baixista para a faixa nove, Laurence Cottle, foi o baixista das sessões de estúdio do álbum "Headless Cross", do Black Sabbath. Entretanto, ele nunca chegou a ser considerado um membro oficial da banda.
Há também a presença de Brian May, guitarrista do Queen, que fez a sua aparição com a banda na turnê de 1989, após a sua participação como guitarrista solo no álbum "Headless Cross". Ele fez os solos e as guitarras adicionais nas faixas 3 e 7, ambas de autoria de Tony Iommi.

## Faixas
1. "Laughing Man (In The Devil Mask)" - Henry Rollins (Iommi, Marlette, Rollins)
2. "Meat" - Skin (Iommi, Marlette, Skin)
3. "Goodbye Lament" - Dave Grohl (Grohl, Iommi, Marlette)
4. "Time Is Mine" - Phil Anselmo (Anselmo, Iommi, Marlette)
5. "Patterns" - Serj Tankian (Iommi, Marlette, Tankian)
6. "Black Oblivion" - Billy Corgan (Corgan, Iommi)
7. "Flame On" - Ian Astbury (Astbury, Iommi, Marlette)
8. "Just Say No To Love" - Peter Steele (Iommi, Marlette, Steele)
9. "Who's Fooling Who" - Ozzy Osbourne (Iommi, Marlette, Osbourne)
10. "Into The Night" - Billy Idol (Idol, Iommi, Marlette)

## Outras Músicas Escritas
Em uma entrevista à Cosmik Conversations, Tony Iommi disse que eles "realmente escreveram algumas faixas com Billy Idol... três com Phil Anselmo... e mais duas faixas com Billy Corgan, mas, você sabe, nós podíamos apenas usar uma faixa com cada músico."
Há também uma música intitulada "Something Wicked This Way Comes", escrita e gravada com Scooter Ward (membro da banda Cold) que não foi incluída no álbum. Porém esta faixa apenás encontra-se disponível para Download em sites na Internet.

## Créditos
- Tony Iommi - Guitarras (guitarra solo em todas as faixas exceto 3 e 7, guitarra base em todas as faixas exceto 2 e 6)

### Músicos Convidados
- Skunk Anansie (Martin Kent) - Guitarra base em 2
- Brian May - Guitarra solo em 3 e 7
- Bob Marlette - Teclados, programação, baixo em 2
- Henry Rollins - Voz em 1
- Skin - Voz em 2
- Dave Grohl - Voz e bateria em 3
- Phil Anselmo - Voz em 4
- Serj Tankian - Voz em 5
- Billy Corgan - Voz, baixo e guitarra base em 6
- Ian Astbury - Voz em 7
- Peter Steele - Voz e baixo em 8
- Ozzy Osbourne - Voz em 9
- Billy Idol - Voz em 10
- Terry Phillips - Baixo em 1
- Laurence Cottle - Baixo em 3, 4, 5, 7, 8 e 9
- Ben Shepherd - Baixo em 10
- Jimmy Copley - Bateria em 1 e 5
- John Tempesta - Bateria em 2
- Matt Cameron - Bateria em 4, 7, 8 e 10
- Kenny Aronoff - Bateria em 6
- Bill Ward - Bateria em 9

### Singles
Billboard (América do Norte)
| Ano  | Single           | Parada                     | Posição |
| ---- | ---------------- | -------------------------- | ------- |
| 2000 | "Goodbye Lament" | Hot Mainstream Rock Tracks | #10º    |